# Großer Hengst
Großer Hengst (2159 m n. m.) je hora v Rottenmannských Taurách na území rakouské spolkové země Štýrsko. Nachází se v krátké boční rozsoše, která vybíhá z hory Kleiner Bösenstein (2395 m) směrem na východ. Jižní svahy hory klesají do doliny Pölsen, východní do sedla Hohentauern (1274 m) a severní k břehům jezera Großer Scheibelsee.

## Přístup
- po značené turistické cestě č. 902 od chaty Edelrautehütte

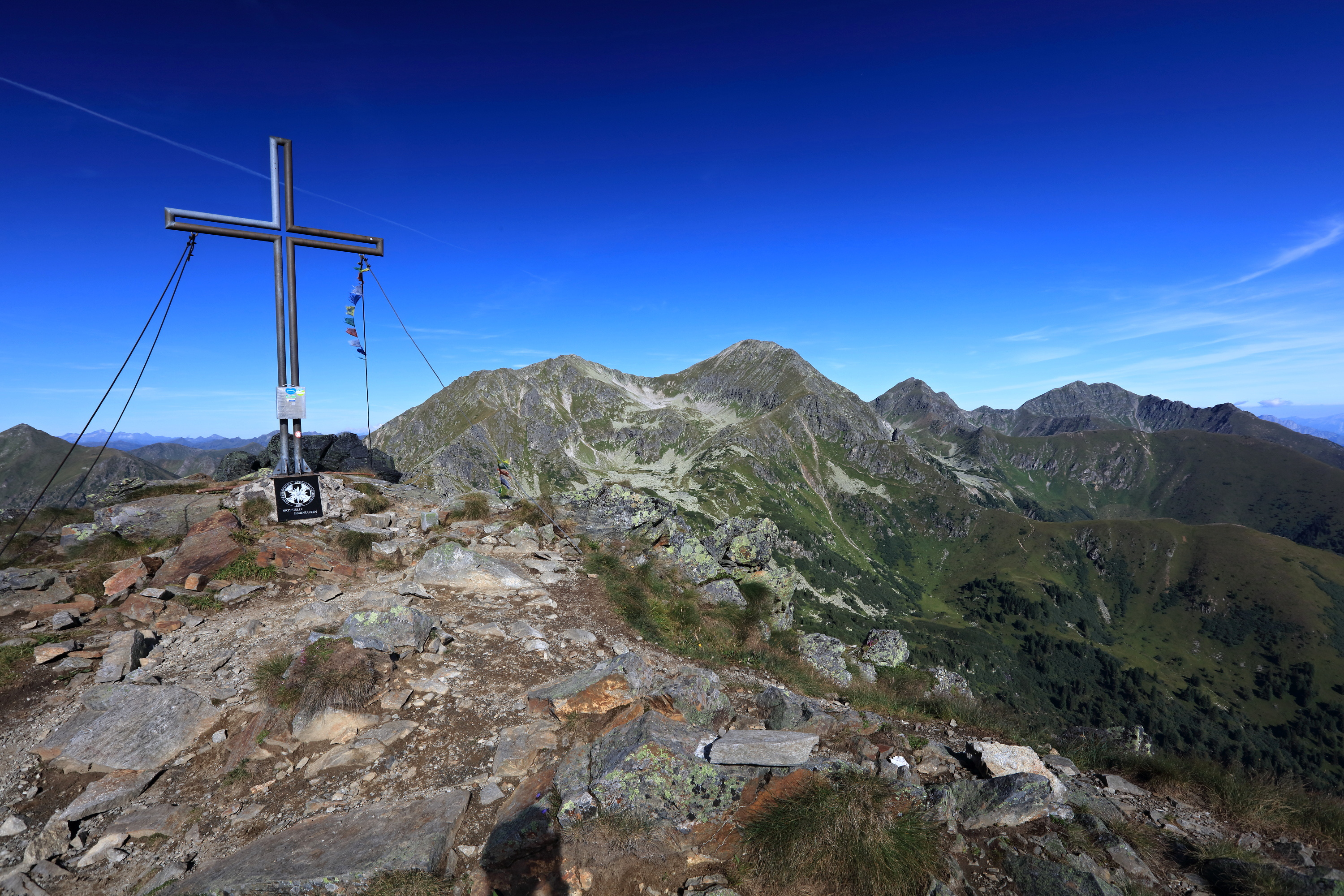
Vrchol Großer Hengstu

- po značené turistické cestě č. 902 ze sedla Perwurzpolster